# Kaskasatjåkka
Kaskasatjåkka ou Gaskkasčohkka en same du Nord est un sommet du massif du Kebnekaise, en Laponie suédoise. Il culmine à 2 071 m d'altitude, ce qui en fait le quatrième sommet de Suède.